# Synneuron decipiens
Synneuron decipiens är en tvåvingeart som beskrevs av Anthony Michael Hutson 1977. Synneuron decipiens ingår i släktet Synneuron och familjen reliktmyggor. Inga underarter finns listade i Catalogue of Life.